# Петерманния
Petermannia cirrosa (лат.) — вид однодольных цветковых растений порядка Лилиецветные (Liliales), единственный в роде Петерманния (Petermannia) и семействе Петерманниевые (Petermanniaceae). Этот вид — эндемик штатов Новый Южный Уэльс и Квинсленд в Австралии.
Это колючее, жилистое вьющееся растение, побеги которого могут достигать 6 метров в высоту. Листья ланцетной, овальной или эллиптической формы, с острой вершинкой. Цветки, появляющиеся рано весной, имеют скрученную форму и красновато-зелёные или белые лепестки. Впоследствии из них образуются округлые красные ягоды.
Не следует путать род Петерманния (Petermannia F.Muell.) с одноимённой секцией рода Бегония (относящегося к двудольным растениям) — Begonia sect. Petermannia (Klotzsch) A.DC.